# Kimbal Musk
Kimbal Musk (20 de setembro de 1972) é um empreendedor americano sul-africano, filantropista e empresário da restauração.
É dono da The Kitchen Cafe, LLC, uma família de  comunitários localizados em Colorado, Chicago e Memphis, e Indianapolis.
Ele cofundou a Big Green, uma organização não lucrativa que construiu milhares de salas de aula ao ar livre, chamadas de "Learning Gardens" em jardins escolares. Musk também cofundou Square Roots, um acelerador agrícola urbano em Brooklyn. Ele atualmente tem cargo nos conselhos da Tesla Motors, SpaceX e Chipotle Mexican Grill. Ele é irmão mais novo do bilionário Elon Musk e principal acionista da Tesla.

## Infância e juventude
Musk cresceu numa casa ambiciosa, com seu irmão Elon, sua irmã Tosca e muitos primos. Sua mãe, Maye Musk, era uma nutricionista proeminente e seu pai tinha sua própria prática de engenharia. Depois de terminar o Ensino Médio em Pretória, África do Sul, Musk mudou-se para encontrar seu irmão em Kingston (Ontário) e matriculou-se na universidade para formar-se em negócios pela Queen's University. Enquanto na escola, Musk primeiro trabalhou pela Scotiabank. Ele formou-se com seu diploma da Queen's University em 1995.

## Carreira
O primeiro empreendimento de risco do Musk foi um negócio de pintura de residências com o College Pro Painters em 1995, mesmo ano que, junto de seu irmão mais velho, Elon, começaram sua segunda empresa, Zip2. A Zip2 foi um guia urbano online que proveu conteúdo para versões online para os jornais The New York Times e Chicago Tribune. A empresa foi vendida em 1999 para a Compaq por 307 milhões de dólares.
Após a venda da Zip2, Musk investiu em várias jovens empresas de software e tecnologia. Musk foi um investidor anjo na empresa de seu irmão, X.com, uma empresa de serviços financeiros e pagamentos por email. X.com fundiu-se com PayPal, que em Outubro de 2002 foi comprada pelo eBay por 1,5 bilhões de dólares em ações.

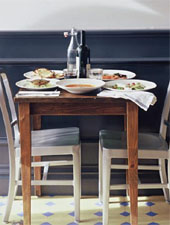
The Kitchen

Enquanto Elon ficou na Califórnia, Kimbal mudou-se para Nova Iorque e matriculou-se no French Culinary Institute. Em Abril de 2004, Musk abriu o The Kitchen Boulder, uma comunidade bistrô em Boulder (Colorado) com Jen Lewin e Hugo Matheson. The Kitchen foi nomeada como uma das "America’s Top Restaurants" de acordo com Food & Wine, Zagat’s, Gourmet, OpenTable, e o James Beard Foundation.[carece de fontes?]
Musk e Matheson expandiram seu restaurante pela primeira vez e abriram o The Kitchen Upstairs, um salão cocktail, que é localizado diretamente acima do The Kitchen Boulder. de 2006 a 2011, Musk serviu como CEO do OneRiot, uma rede de propagandas para a rede social em tempo real. Em Setembro de 2011, Walmart-Labs comprou OneRiot por um preço não revelado.
Em 2011, Next Door abriu no centro da cidade de Boulder como um Urban Casual, American eatery e é vizinho ao oeste do restautante original em Pearl Street Mall. Next Door está localizado em Glendale Stapleton, e Denver Union Station. Em 2012, The Kitchen Denver abriu no 16th Street Mall e expandiu sua comunidade de restaurantes até Denver.
Após sete anos apoiando a Growe Foundation para criar jardins escolares na comunidade de Boulder, Musk e Matheson estabeleceram a The Kitchen Community como uma organização sem fins lucrativos para ajudar a conectar crianças à comunidade real, ao criar Learning Gardens em escolas através dos Estados Unidos. Learning Gardens ensinam às crianças um entendimento de comida, alimentação saudável, escolhas para o estilo de vida e ambiente através de planos de lições e atividades que se conectam com o curriculo escolar existente, tais como matemática, ciência e alfabetização.
Cada um dos restaurantes do The Kitchen doam uma porcentagem das vendas para ajudar a criar mais Learning Gardens em suas comunidades locais. Em 2012, The Kitchen Community construiu 26 jardins no Colorado, 16 em Chicago e mais 12 em outras localidades dos EUA.
Em dezembro de 2012, o Prefeito Rahm Emanuel de Chicago doou à não lucrativa The Kitchen Community 1 milhão de dólares para instalar 80 jardins nas escolas de Chicago. Em 2 de Fevereiro de 2015, The Kitchen Community celebrou seu jardim número 200, construído na Camino Nuevo Charter Academy, uma escola de Ensino Médio na Los Angeles Unified School District que também marcou o primeiro SEEDS Project. do Distrito.
Ao fim de 2015, quatro anos após sua fundação, The Kitchen Community construiu 260 Learning Gardens através de Chicago, Denver, Los Angeles e Memphis. Em Janeiro de 2018, The Kitchen Community (TKC), expandiu-se numa organização não lucrativa internacional chamada Big Green e anunciou sua sétima cidade, Detroit, onde vão construir Learning Gardens ao ar livre em 100 escolas através de Motor City.

## Vida pessoal
Musk era divorciado e tinha três filhos. Até 2015, ele tem vivido em Boulder, Colorado. Em Abril de 2018, ele casou-se com Christiana Wyly, uma ativista ambientalista e filha herdeira do bilionário Sam Wyly.

### De tradução
- Este artigo foi inicialmente traduzido, total ou parcialmente, do artigo da Wikipédia em inglês cujo título é «Kimbal Musk».